# Просто божевільний
Просто божевільний (англ. Just Nuts) — американська короткометражна кінокомедія режисера Хела Роача 1915 року.

## У ролях
- Гарольд Ллойд — Віллі Ворк
- Джейн Новак — хороша дівчинка
- Рой Стюарт — суперник Віллі